# Breuvannes-en-Bassigny
Breuvannes-en-Bassigny est une commune française située dans le département de la Haute-Marne, en région Grand Est.

## Géographie

### Localisation
Breuvannes-en-Bassigny se situe sur la façade est de la Haute-Marne à 3 km de la limite des Vosges. À 45 km de la préfecture Chaumont, ce petit village d'environ 600 habitants voit sa démographie diminuer à la fin du XIXe siècle.

### Hydrographie
La commune est dans le bassin versant de la Meuse au sein du bassin Rhin-Meuse. Elle est drainée par la Meuse, le ruisseau le Flambart, la Vieille Riviere, le ruisseau de Follot, le ruisseau de l'Arlembouchet, le ruisseau des Roises, la Fosse Derriere le Bois, la Vieille, le ruisseau des Noues et,.
La Meuse traverse la commune dans sa partie ouest. Elle prend sa source au Châtelet-sur-Meuse, et se jette dans la mer du Nord après un cours long d'approximativement 950 kilomètres traversant la France, la Belgique et les Pays-Bas. 
Le ruisseau Flambart, d'une longueur de 18 km, prend sa source dans la commune de Lamarche et se jette  dans la Meuse à Audeloncourt, après avoir traversé quatre communes. 

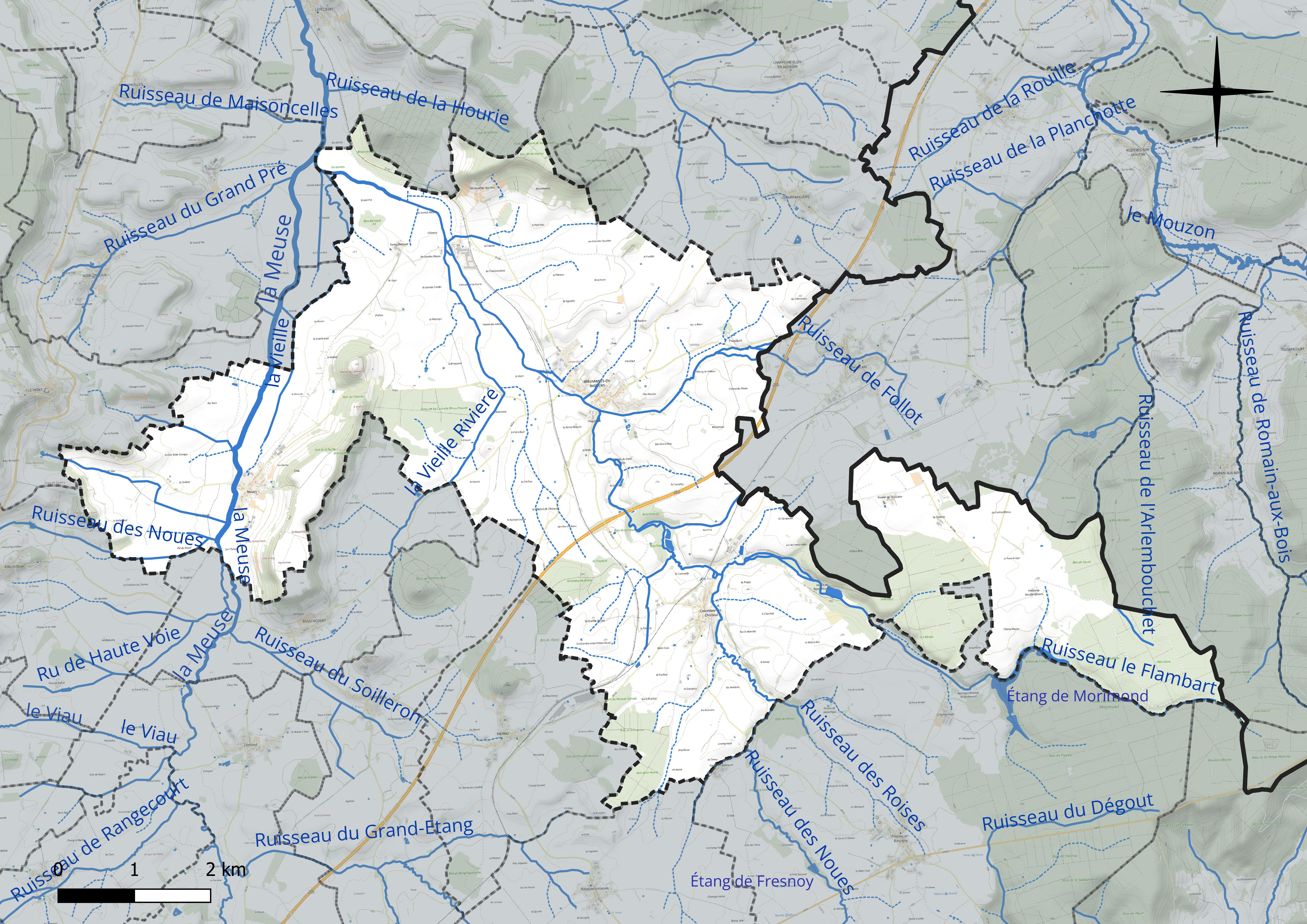
Réseau hydrographique de Breuvannes-en-Bassigny.

Un plan d'eau complète le réseau hydrographique : l'étang de Morimond, d'une superficie totale de 9,5 ha (1,4 ha sur la commune),.

### Climat
Pour des articles plus généraux, voir Climat du Grand Est et Climat de la Haute-Marne.
En 2010, le climat de la commune est de type climat de montagne, selon une étude du Centre national de la recherche scientifique s'appuyant sur une série de données couvrant la période 1971-2000. En 2020, Météo-France publie une typologie des climats de la France métropolitaine dans laquelle la commune est exposée à un climat océanique altéré et est dans la région climatique  Lorraine, plateau de Langres, Morvan, caractérisée par un hiver rude (1,5 °C), des vents modérés et des brouillards fréquents en automne et hiver. 
Pour la période 1971-2000, la température annuelle moyenne est de 9,5 °C, avec une amplitude thermique annuelle de 16,8 °C. Le cumul annuel moyen de précipitations est de 945 mm, avec 12,9 jours de précipitations en janvier et 9,3 jours en juillet. Pour la période 1991-2020, la température moyenne annuelle observée sur la station météorologique de Météo-France la plus proche, « Val-de-Meuse », sur la commune de Val-de-Meuse à 13 km à vol d'oiseau, est de 9,9 °C et le cumul annuel moyen de précipitations est de 917,4 mm. 
La température maximale relevée sur cette station est de 39,5 °C, atteinte le 25 juillet 2019 ; la température minimale est de −25 °C, atteinte le 18 janvier 1966,,. 
Les paramètres climatiques de la commune ont été estimés pour le milieu du siècle (2041-2070) selon différents scénarios d'émission de gaz à effet de serre à partir des nouvelles projections climatiques de référence DRIAS-2020. Ils sont consultables sur un site dédié publié par Météo-France en novembre 2022.

## Urbanisme

### Typologie
Au 1er janvier 2024, Breuvannes-en-Bassigny est catégorisée commune rurale à habitat dispersé, selon la nouvelle grille communale de densité à sept niveaux définie par l'Insee en 2022.
Elle est située hors unité urbaine et hors attraction des villes,.

### Occupation des sols
L'occupation des sols de la commune, telle qu'elle ressort de la base de données européenne d’occupation biophysique des sols Corine Land Cover (CLC), est marquée par l'importance des territoires agricoles (78,4 % en 2018), une proportion sensiblement équivalente à celle de 1990 (78,8 %). La répartition détaillée en 2018 est la suivante : 
prairies (57,6 %), terres arables (20,8 %), forêts (18,1 %), zones urbanisées (2,2 %), zones industrielles ou commerciales et réseaux de communication (1,1 %), eaux continentales (0,2 %). L'évolution de l’occupation des sols de la commune et de ses infrastructures peut être observée sur les différentes représentations cartographiques du territoire : la carte de Cassini (XVIIIe siècle), la carte d'état-major (1820-1866) et les cartes ou photos aériennes de l'IGN pour la période actuelle (1950 à aujourd'hui).

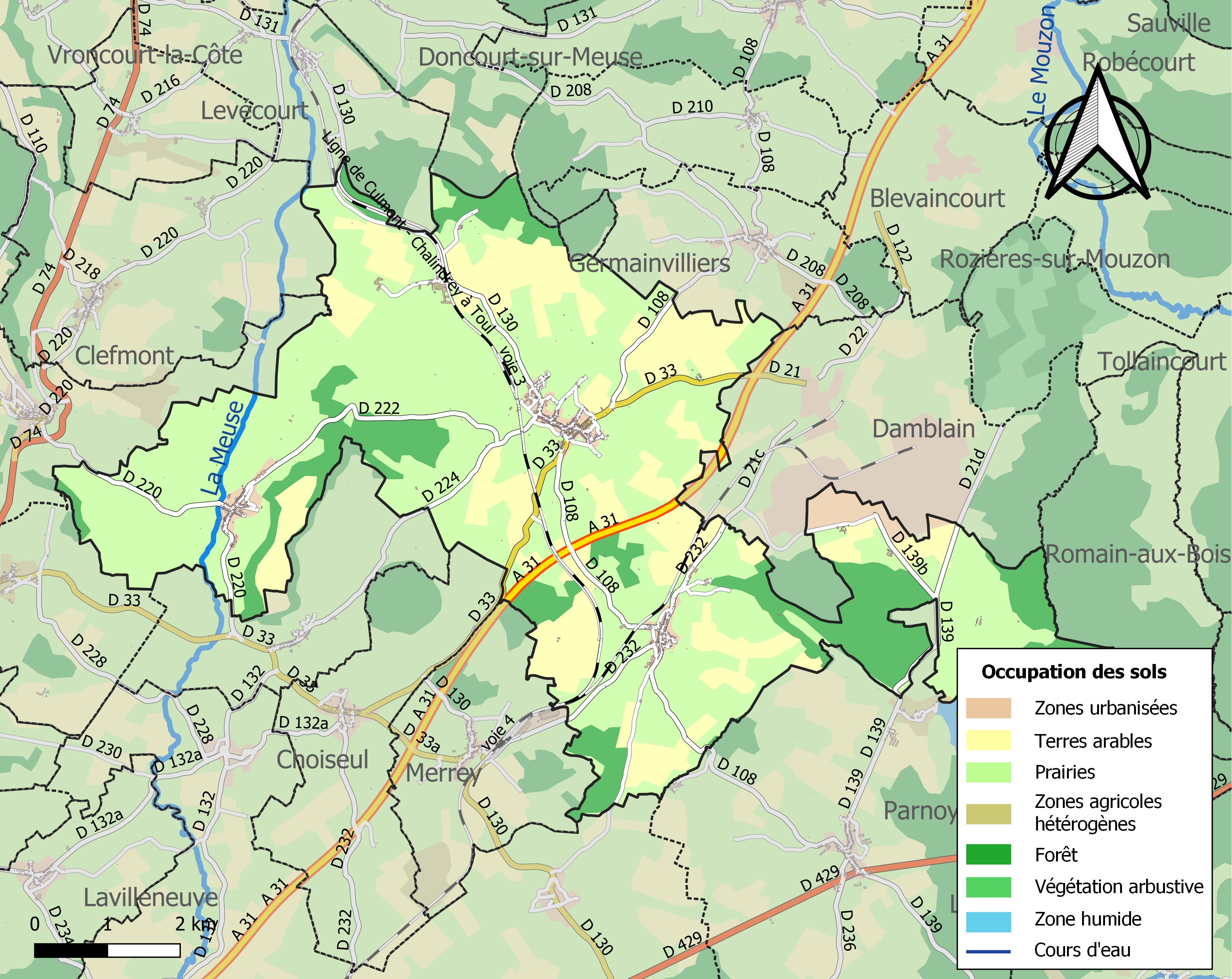
Carte des infrastructures et de l'occupation des sols de la commune en 2018 (CLC).

## Toponymie
Le nom de la localité est attesté sous les formes Boverounes en 1122, qu'on peut lire *Beveronnes ; Bevrona en 1178 ; Bevrenna en 1197.

D'après le gaulois beber (« castor ») et suffixe -onna, variante féminine du gaulois onno « cours d'eau » qui a dû désigné le Flambart.
Bassigny est une micro-région naturelle qui couvre le nord-est de l'arrondissement de Langres et une grande partie de l'est de l'arrondissement de Chaumont, lesquels forment la partie méridionale du département de la Haute-Marne en région Grand Est.

## Politique et administration

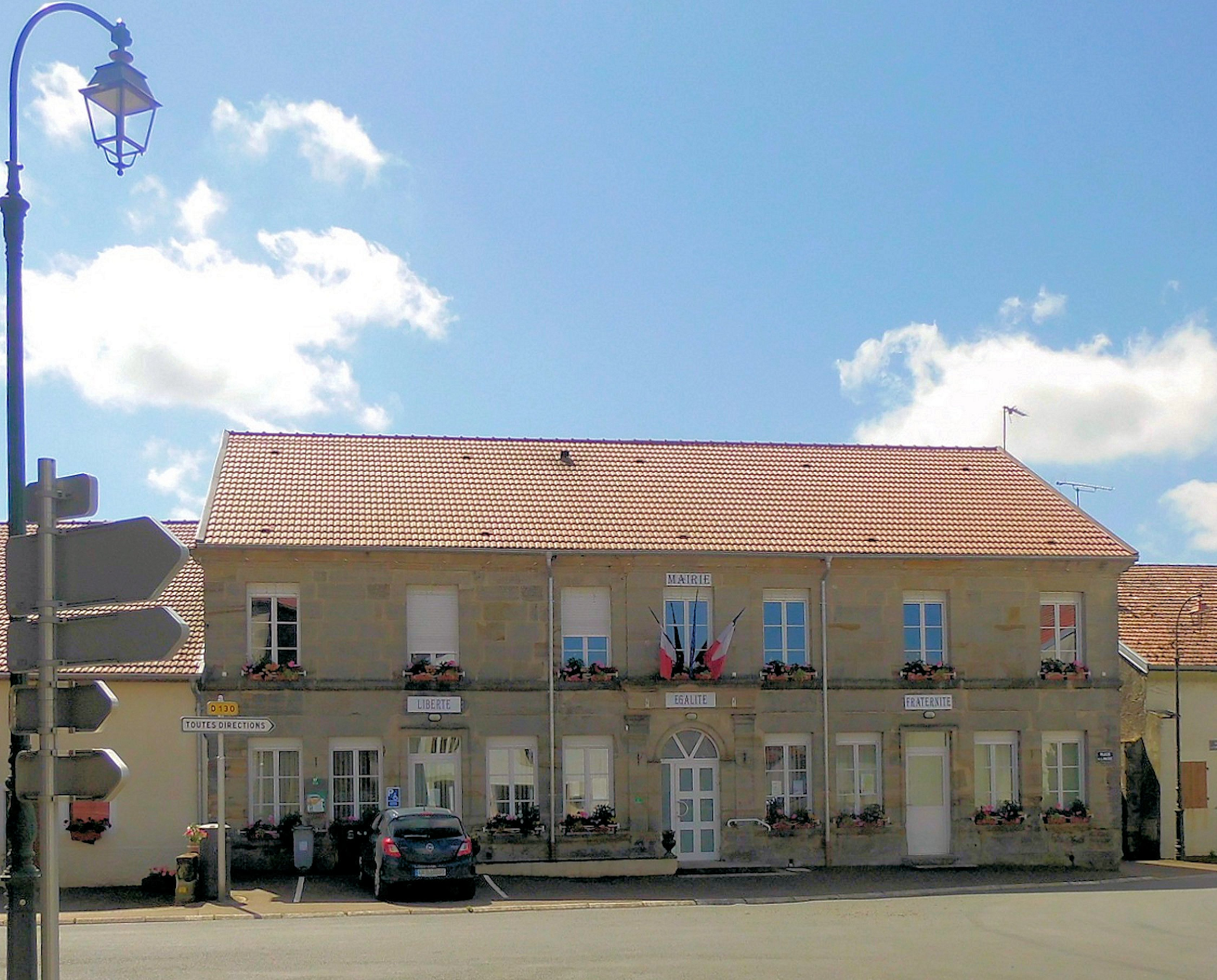
La mairie.

| Période                                  | Période  | Identité     | Étiquette | Qualité            |
| ---------------------------------------- | -------- | ------------ | --------- | ------------------ |
| mars 2001                                |          | Jean Schwab  | DVD       | Conseiller général |
| février 2018                             | En cours | Sylvie Parot |           |                    |
| Les données manquantes sont à compléter. |          |              |           |                    |

## Population et société

### Démographie

#### Évolution démographique

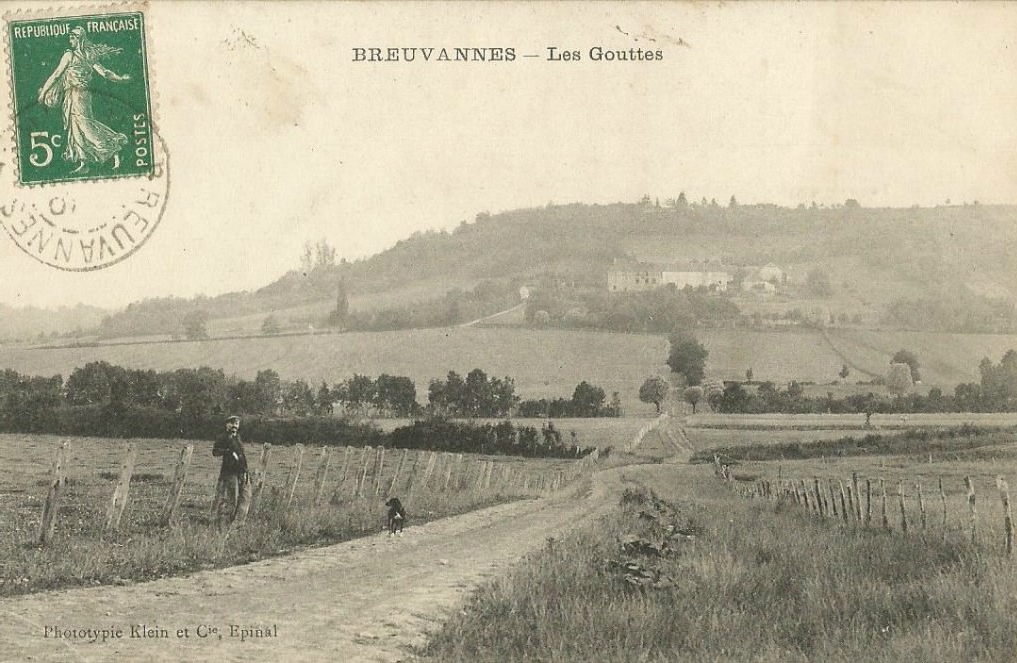
Carte postale vers 1910.

L'évolution du nombre d'habitants est connue à travers les recensements de la population effectués dans la commune depuis 1793. Pour les communes de moins de 10 000 habitants, une enquête de recensement portant sur toute la population est réalisée tous les cinq ans, les populations de référence des années intermédiaires étant quant à elles estimées par interpolation ou extrapolation. Pour la commune, le premier recensement exhaustif entrant dans le cadre du nouveau dispositif a été réalisé en 2008.

En 2022, la commune comptait 652 habitants, en évolution de −4,4 % par rapport à 2016 (Haute-Marne : −4,62 %, France hors Mayotte : +2,11 %).
| 1793  | 1800  | 1806  | 1821  | 1831  | 1836  | 1841  | 1846  | 1851  |
| ----- | ----- | ----- | ----- | ----- | ----- | ----- | ----- | ----- |
| 1 188 | 1 044 | 1 108 | 1 294 | 1 257 | 1 338 | 1 302 | 1 366 | 1 246 |

| 1856  | 1861  | 1866  | 1872  | 1876  | 1881  | 1886 | 1891 | 1896 |
| ----- | ----- | ----- | ----- | ----- | ----- | ---- | ---- | ---- |
| 1 088 | 1 121 | 1 115 | 1 118 | 1 026 | 1 021 | 960  | 935  | 938  |

| 1901 | 1906 | 1911 | 1921 | 1926 | 1931 | 1936 | 1946 | 1954 |
| ---- | ---- | ---- | ---- | ---- | ---- | ---- | ---- | ---- |
| 852  | 829  | 816  | 667  | 652  | 571  | 605  | 570  | 577  |

| 1962 | 1968 | 1975 | 1982 | 1990 | 1999 | 2006 | 2008 | 2013 |
| ---- | ---- | ---- | ---- | ---- | ---- | ---- | ---- | ---- |
| 550  | 513  | 896  | 805  | 727  | 750  | 726  | 718  | 690  |

| 2018 | 2022 | - | - | - | - | - | - | - |
| ---- | ---- | - | - | - | - | - | - | - |
| 673  | 652  | - | - | - | - | - | - | - |

## Héraldique
| Armes de Breuvannes-en-Bassigny | Les armes de Breuvannes-en-Bassigny se blasonnent ainsi : parti : au 1) d'azur semé de croisettes recroisetées au pied fiché d'or au bar du même brochant en pal sur le tout, au 2) d'azur à la bande d'argent côtoyée de deux doubles cotices potencées et contre potencées d'or ; le tout sommé d’un chef de sinople chargé d'une vache arrêtée d'argent colletée et clarinée du même, accostée de deux cloches d'or. |

## Lieux et monuments

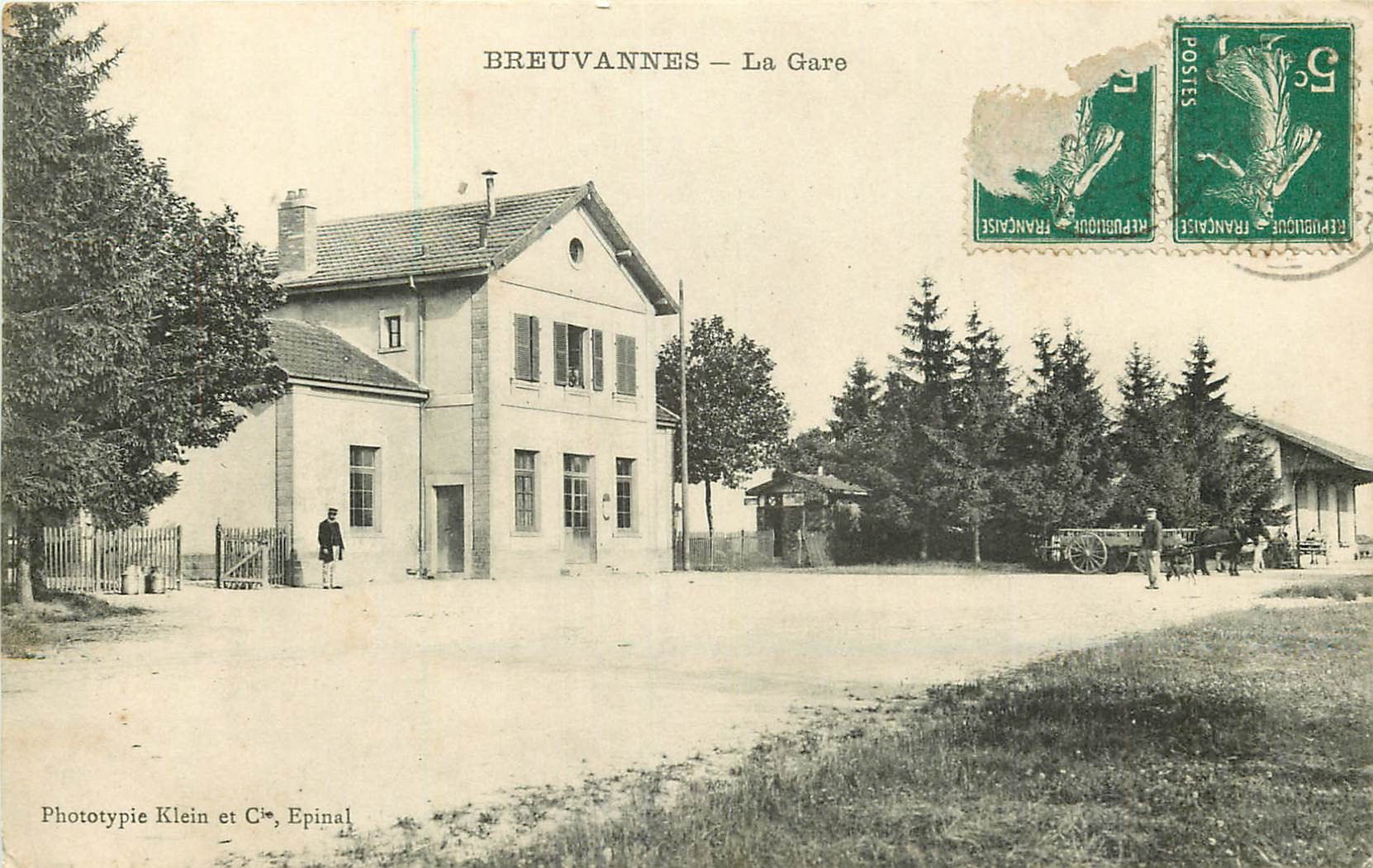
Ancienne gare de Breuvannes sur la ligne de Culmont - Chalindrey à Toul.

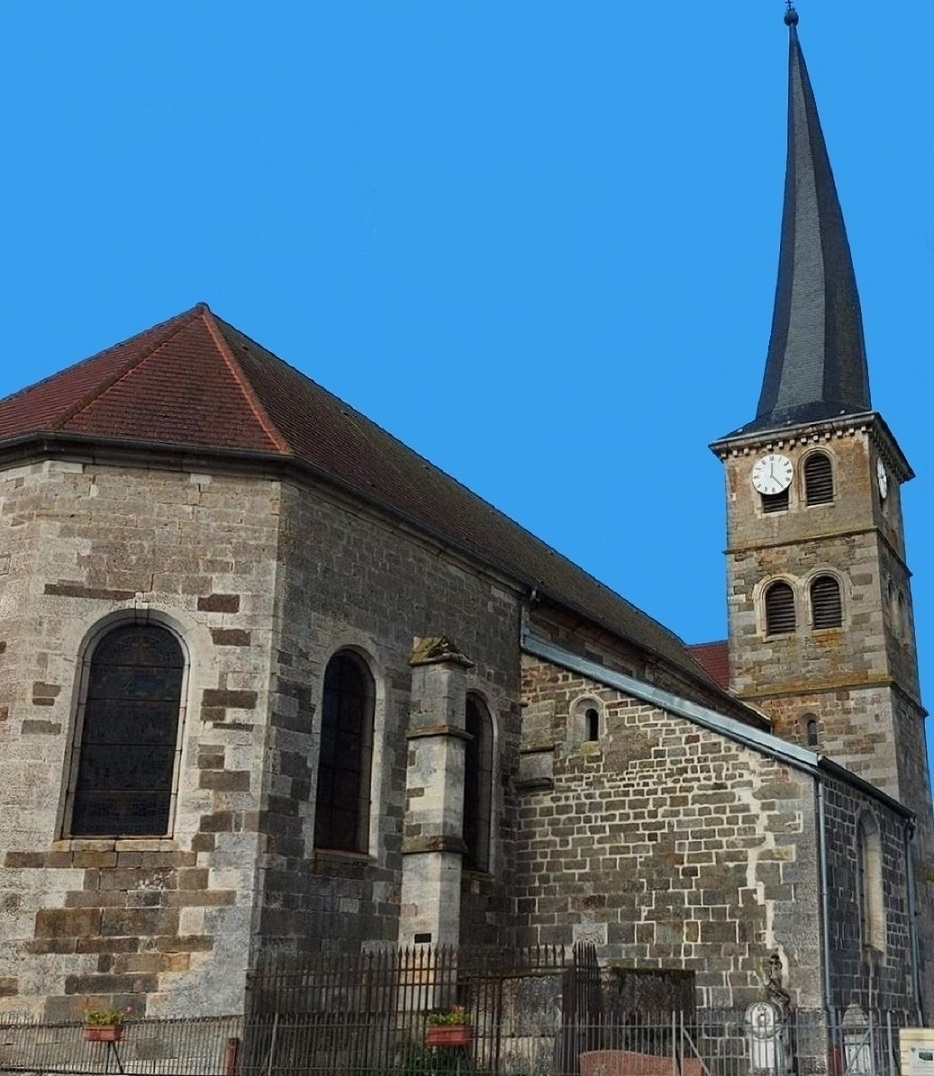
L'église Saint-Georges de Meuvy et son clocher tors.

- Église Saint-Martin de Breuvannes-en-Bassigny, du XVIe siècle classée au titre des Monuments historiques le 20 janvier 1944[22].
- La croix de pierre du XVIe siècle située près du lavoir inscrite au titre des Monuments historiques le 13 février 1928[23].
- La croix de chemin située Rue Neuve à Colombey-lès-Choiseuil classée au titre des Monuments historiques le 9 juillet 1909[24].
- La croix de chemin située Route de Breuvannes  du XVIe siècle classée au titre des Monuments historiques le 10 janvier 1931[25].
- La croix de Saint-Martin, du XVe siècle classée au titre des Monuments historiques le  26 septembre 1903[26].

### Village de Meuvy
À l'époque romaine, l'écart de Meuvy, au bord de la Meuse, est nommé Mosa et sert de relais sur la voie romaine Langres-Metz.
L'église est dédiée à saint Georges. Elle est construite par les habitants sous la direction de leur curé à la fin du XVIe siècle et début du XVIIe siècle. Le clocher tors est constitué d'une tour carrée que surmonte une flèche de quarante mètres en forme d'arc. Le clocher de 50 mètres de l'époque est tombé à cause de sa hauteur. Il est reconstruit, mais brûle dans les années 1800. Il est à nouveau reconstruit[Quand ?] sous sa forme actuelle.

### Village de Colombey-lès-Choiseul
Ce village est situé à 3,5 km de Breuvannes en direction de Fresnoy-en-Bassigny.

## Personnalités liées à la commune
- Émile Richebourg, né le 25 mai 1833 à Meuvy et mort le 26 janvier 1898 à Bougival, auteur de romans-feuilletons.
- Gustave Dutailly, homme politique, botaniste et collectionneur français, né le 2 août 1846 à Meuvy.
- Arthur Charles Dessoye, né à Auberive le 23 août 1854, mort à Breuvannes-en-Bassigny le 30 avril 1927, journaliste, industriel et homme politique français (député, ministre).